# Elliott (Australien)
Elliott ist ein Ort mit 287 Einwohnern in der Barkly Region im australischen Bundesstaat Northern Territory. Es ist der größte Ort im Kuwarrangu Ward.
Die Ortschaft liegt am Stuart Highway, etwa 250 km nördlich von Tennant Creek und markiert etwa die Hälfte der 1500 km langen Strecke zwischen Darwin und Alice Springs.
Benannt wurde Elliott nach dem Leutnant Snow Elliott, der während des Zweiten Weltkrieges an dieser Stelle ein Lager für durchreisende Truppen des Commonwealth führte.
Das Gebiet, auf dem Elliott liegt, ist die Heimat des Stammes der Jindili. Von ihnen wird der Ort Kulumindini genannt.

## Klima
Die Temperaturen erreichen ihr Maximum im November und Dezember mit mittleren Höchstwerten von 39,1 °C bzw. 38,7 °C und mittleren Minima von 23,4 °C bzw. 24,4 °C. Im Juli, dem kältesten Monat, werden mittlere Maxima von 28,4 °C und mittlere Minima von 11,2 °C erreicht. Die jährliche Niederschlagsmenge lag in den Jahren 1949 bis 2010 bei durchschnittlich 609 mm.

## Infrastruktur
Neben Krankenstation, Polizeiwache, Schule, Tankstelle, Hotel und Campingplatz bietet Elliott sogar einen 9-Loch-Golfplatz. Etwa 3 km nordwestlich des Ortes existiert ein Flugfeld, das u. a. vom Royal Flying Doctor Service benutzt wird.